# 西王燦
西王 燦（にしおう さん、1950年12月29日 - 2023年3月18日）は、歌人。短歌結社誌『短歌人』の元編集委員。
妻の武下奈々子も歌人で、1983年に短歌研究新人賞を受賞している。また、実娘は枡野浩一「かんたん短歌の作り方」の常連投稿者であった。
（この、実娘が「かんたん短歌の作り方」の常連投稿者であったということには、西王燦も武下奈々子も疑義を唱えている。）

## 経歴
福井県南条郡生まれ。立命館大学文学部日本文学科卒業。
- 1966年非定型詩二編が高校生の文芸アンソロジー『海つばめの唄』に収録される。同書には重信房子の短編小説も収録されていた。
- 1968年 『立命短歌』に参加。『立命短歌』最後の三冊の編集に加わる。

「幻想派」「立命短歌」などによる塚本邦雄歌集『感幻樂』合同批評会のテープ起しをする。
この頃、深作光貞と知り合う。
　藤原龍一郎（月彦）や小池光の「十弦」の影響で、短歌結社誌「短歌人」に入会する。
- 1981年　短歌人賞受賞。
- 1982年 『バードランドの子守歌』で第28回角川短歌賞次席。第一歌集『バードランドの子守歌』（沖積舎）を出版する。この頃、藤原龍一郎や故・仙波龍英とライバル関係にあった。
- 1999年 頃から、メーリングリスト「ｔｋ」、「ラエティティア」などで連句の興行を行い、歌人たちの連句ブームの一端を担う。山科真白などとも大量の連句作品を残す。
- 2007年　短歌人会編集委員辞任。
- ほぼすべての短歌作品を、本人のウェブページに公開し、コピーライトを放棄している。それらの作品を引用したり、改変したり、使用したりすることは読者に委ねるという宣言をしている。
- 2021年　自らのリンパ腫をフェイスブックなどで公表している。歌壇的な交流も少なく、孤高の歌人の印象であるが、残された作品に見るべきものは少なくない。

## 作品
歌集
- 『バードランドの子守歌』
  - この歌集に収録されている短歌がすべて27文字で統一されている、という意味で少数の人の記憶に残る幻の歌集。「回文」の歌もある。後藤直二はこの歌集を、「革命志向の鎮魂歌」と評した。いわゆる全共闘世代と前衛短歌との残滓のような歌集である。